# Krzymowo
Krzymowo – wieś w Polsce, położona w województwie wielkopolskim, w powiecie konińskim, w gminie Wierzbinek. Na północ od miejscowości przepływa ciek wodny Maciczny Rów.
W latach 1975–1998 miejscowość administracyjnie należała do województwa konińskiego. W roku 2011 liczyła (jako miejscowość statystyczna wraz ze wsią Tomaszewo) 129 mieszkańców, w tym 63 kobiet i 66 mężczyzn.